# Scleropages formosus
L'espècie Scleropages formosus comprèn diverses varietats fenotípiques que habiten en aigües dolces i es distribueixen geogràficament per la regió de l'Àsia Sud-oriental. La classificació comú inclou aquestes varietats dins d'una mateixa espècie tot i que l'estudi de Poyaud et al. (2003) suggereix la diferenciació d'aquests en múltiples espècies.
Aquest peix també es coneix amb el nom comú d'Arowana asiàtica, Bonyontongue asiàtic i peix drac, degut a la seva similaritat amb el drac xinès i té una especial importància cultural en àrees d'influència xinesa. Aquesta gran popularitat ha pogut tenir un paper perjudicial en el seu estat de conservació, ja que és un peix que es troba en perill d'extinció.
L'hàbitat d'aquests peixos se situa en rius d'aigües negres, en aigües que flueixen en aiguamolls forestals amb poc moviment i en zones humides de regions tropicals amb uns temperatures d'entre 24-30 °C. Els espècimens adults s'alimenten d'altres peixos, mentre que les cries joves s'alimenten d'insectes.

## Descripció fenotípica
Les arowanes asiàtiques poden créixer fins a una longitud de 90 centímetres. Com tot el gènere de Scleropages, l'espècie S. formosus tenen un cos allargat amb diverses aletes a nivell pectoral, dorsal, pelviana i caudal, aquesta última de major mida. Les seves escates són grans i circulars i, en algunes varietats, presenten colors metàl·lics amb patrons de mosaic.
Aquests peixos tenen una boca obliqua amb una àmplia obertura i en la seva prominent barbeta inferior, es disposen dues barbetes a la punta.
Aquesta espècie es distingeix dels seus congèneres australians S. jardinii i S. leichardti per tenir un nombre menor d'escames en la línia lateral (21-26), aletes pectorals i pelvianes més llargues i per presentar un musell més allargat.
Existeixen varietats fenotípiques d'arowanes. Les més comunes són les verdes, les platejades de cua grisa o groga i les daurades de cua vermella.
- Les arowanes verdes presenten un color fosc al dors, platejat o verd or en els laterals i platejat o blanquinós a la superfície ventral amb taques verdoses o blavoses fosques, visibles a través de les escates laterals. A la regió posterior de l'ull i el cap dels peixos madurs presenten un color maragda brillant.

- Les arowanes platejades de cua grisa o groga presenten un color fosc al dors, platejat als laterals amb taques en forma d'anells i un ventre platejat o blanquinós. Per una banda, els peixos de cua groga, les membranes de les aletes tenen un color groguenc amb raigs de color gris fosc mentre que, per l'altra, els de cua grisa, les aletes presenten un color gris uniforme.

- En les arowanes d'or de cua vermella malgrat les escates siguin de color daurat, les aletes pelvianes i caudals són de color marró vermellós. Els peixos adults presenten un color fosc a la part posterior i les escates laterals, els opercles, el ventre i les membranes de les aletes pectorals i pelvianes daurat metàl·lic.

Existeixen altres varietats fenotípiques menys comuns: les d'esquena creuada daurada i les super vermelles.
- Les arowanes d'or d'esquena creuada madures es distingeixen de les de cua vermella per tenir un color d'or metàl·lic que cobreix la part posterior per complet. A més a més, aquesta varietat manca d'aletes de color vermell.

- En les arowanes super vermelles madures les cobertes d'emmallament, les escates laterals i les membranes de les aletes són de color vermell metàl·lic que variant en matisos. En els peixos madurs, la part posterior és de color marró fosc, mentre que en els peixos joves, la coloració més fosca es troba a la part dorsal, i el color vermell apareixerà en la maduresa.[4]

## Evolució i taxonomia
Les arowanes asiàtiques pertanyen a l'ordre dels Osteoglossiformes, a la família dels Osteoglossidae i al gènere Scleropages. Com tots els membres de la família dels Osteoglossidae, les arowanes asiàtiques es troben molt adaptades a l'aigua dolça i són incapaces de sobreviure als oceans.
Així doncs, la seva propagació a través de les illes de'sud-est asiàtic suggereix que van divergir d'altres Osteoglossidae|osteoglòsids abans de la ruptura continental completa. Els estudis genètics han confirmat aquesta hipòtesi, mostrant l'avantpassat de les arowanes australianes, S. leichardti i S. jardinii fa uns 140 milions d'anys, durant el període del Cretaci. Aquesta divergència es va produir al marge oriental de Gondwana. La similitud morfològica de totes les espècies de Scleropages mostra poc canvi evolutiu.
La primera descripció d'aquests peixos va ser publicada el 1840 pels naturalistes alemanys Salomon Müller i Hermann Schlegel, sota el nom de Formosum osteoglossum, encara que posteriorment aquesta espècies es va situar dins el gènere de Scleropages amb el nom de S. formosus.
Les diferents característiques fenotípiques de les varietats d'arowanes asiàtiques són característiques de la regió geográfica on es troben:
- La varietat més comuna, la verda, es troba a Indonèsia (Kalimantan i Sumatra), Vietnam, Myanmar, Tailàndia, Cambodja i Malàisia.
- La platejada de cua grisa i cua groga, considerada per alguns dins la varietat verda, es troben a diferents regions de l'illa de Borneo, a Indonèsia.
- La varietat de color daurat de cua vermella es troba al nord de Sumatra, Indonèsia.
- La de color d'or d'esquena creuada es troben a l'estat de Pahang i la zona de Bukit Merah a Perak, Malàisia peninsular.
- Les varietat de peix super vermell o vermell sang, són conegudes només a la part alta del riu Kapuas i als llacs propers a l'oest de Borneo, Indonèsia.

El 2003, un estudi va proposar la divisió de S. formosus en quatre espècies separades. Aquesta nova classificació es basa, per una part, en la morfometria, i per una altra, en anàlisi filogenètic utilitzant el gen del citocrom b. Aquesta classificació inclou aquestes espècies: 
- S. formosus inclou la soca coneguda com a arowana verda. L'esquena creuada d'or, que no va ser part de l'estudi, es va incloure per defecte tot i que es sospitava estar relacionada estretament amb S. aureus.
- S. macrocephalus va descriure a l'arowana asiàtica platejada. cleropages aureus va descriure la Arowana d'or de cua vermella.
- S. legendrei va descriure l'arowana super vermella.

Tot i així, aquesta classificació no és del tot acceptada.

## Biologia reproductiva
Les arowanes asiàtiques assoleixen la maduresa sexual als 3-4 anys, període relativament tard en comparació amb la majoria de peixos. Les femelles d'aquesta espècie produeixen pocs ous (30-100) de gran mida. Un cop els ous són fecundats presenten posteriorment una incubació bucal paterna, on es dona el desenvolupament inicial.

## Relació amb els humans

### Creences
Les arowanes asiàtiques són considerades símbol de bona sort i prosperitat dins la cultura asiàtica. Aquesta reputació es deriva a causa de la similitud amb el drac xinès, considerat símbol de bon auguri. Les grans escames de colors metàl·lics i la doble barbeta és una característica compartida entre aquests dos.

### Estat de conservació
Les arowanas asiàtiques es troben en la Llista vermella de la IUCNde 2006 per espècie en perill d'extinció. El comerç internacional d'aquests peixos està controlat per la Convenció sobre el Comerç Internacional d'Espècies Amenaçades de Fauna i Flora Silvestres (CITES), en què es va col·locar en la categoria més restrictiva, el 1975.
Un gran nombre de criadors d'espècies amenaçades es troben a Àsia, i els espècimens que produeixen es poden importar a un gran nombre de regions. Altres nacions, com és el cas dels Estats Units, restringeixen la possessió d'arowanes asiàtiques a partir de la Llei d'espècies amenaçades, pel que aquests no es poden mantenir al país sense un permís.
Les arowanes asiàtiques criades en captivitat que són legals per al comerç en virtud al (CITES) es documenten de dues maneres. En primer lloc, les granges de peixos proporcionen a cada comprador un certificat d'autenticitat i un certificat de naixement. En segon lloc, cada mostra rep un microxip implantat, anomenat microxip integrat passiu, que identifica els animals individuals.
És important destacar que la inclusió d'aquesta espècie en la Llista vermella de la https://www.iucn.org IUCN] va ser per la disminució de l'hàbitat com a factor important en la desaparició d'aquesta espècie, més que la recol·lecció per aquaris. Per exemple, a la península de Malacca, on presentaven una àmplia distribució actualment és infreqüent la presència d'arowanes asiàtiques degut a la destrucció del medi ambient.